# Jaap Jacobs
Jaap Jacobs (1955) is een voormalig Nederlands judoka, handballer, handbaltrainer en handbalscheidsrechter. 
Jacobs werd in 1974 Open Nederlands Kampioen in de klasse boven 93 kg. In 1976 en 1977 was Jacobs lid van de Nederlandse Militaire Ploeg en trainde onder auspiciën van de Internationale Militaire Sportraad (CISM). Hij behaalde in 1976 een derde plaats op de Militaire Kampioenschappen en was aanwezig op de Militaire Wereld Kampioenschappen, die dat jaar in Ossendrecht (NL) werden gehouden.
Jacobs was kernploeglid van Judokwai Velp en trainde onder meer onder de leiding van de alom vermaarde J. Dick Schilder, onder andere oprichter van Judokwai Nederland, bondsbestuurder JBN en founder van de International Martial Arts Federation Netherlands en eigenaar van Judokwai Velp.
Net voor en tijdens zijn militaire diensttijd kwam Jacobs in aanraking met handbal. Deze sport beoefende hij naast zijn actieve judoloopbaan. Jacobs was speler in het kazerneteam van de legerplaats Seedorf en deed in 1976 mee aan de Nationale Kampioenschappen, die werden gehouden in de Rijnhal te Arnhem. 
Jacobs was gedurende vele jaren scheidsrechter voor het district Midden Nederland en Amsterdam en coachte een heren juniorenteam. Onder leiding van trainer Van Valburg en coach Jacobs speelde dit team in de top van de Gelderse competitie. De Gelderse competitie was met ploegen als Atomic, ESCA, AHV Swift en UDI (allen Arnhem) en de Gazellen (Doetinchem) na Limburg de sterkste competitie van Nederland.
Als scheidsrechter floot Jacobs met zijn koppelgenoot Van Berkel onder andere de finale van de Nederlandse Kampioenschappen Junioren (1978) op het veld. Het koppel Jacobs/Van Berkel werd veel door Duitse verenigingen uit de 2e en 3e Bundesliga gevraagd om wedstrijden te leiden. Met name inzicht in het spel, plezier in de sport, maar ook "groot zijn in winst en groot zijn in verlies" maakten deze scheidsrechters tot een veel gevraagd koppel. Jacobs was lid van de handbalvereniging Sparta '66 (Rheden) en de fusievereniging Erica '76 (Dieren). 
Een bedrijfsongeval in 1979 maakte een abrupt einde aan zijn (top-)sportcarrière en in 1983 stopten Jacobs en Van Berkel als scheidsrechtersduo.